# Palacio Episcopal de Barcelona
El Palacio Episcopal de Barcelona (en catalán: Palau del Bisbe) se encuentra en el Barrio Gótico de la capital catalana (distrito de Ciudad Vieja), entre la plaza Nueva, las calles Obispo, Palla y Montjuic del Obispo y las plazas Frederic Marès, San Felipe Neri y Garriga Bachs. Es la residencia oficial del arzobispo de Barcelona y sede del Archivo Diocesano. El edificio actual es originario del siglo XIII, con posteriores intervenciones en 1681, 1769, inicios del siglo XIX, 1909 y 1928. El inmueble está inscrito como Bien Cultural de Interés Local (BCIL) en el Inventario del Patrimonio Cultural catalán con el código 08019/144.

## Historia y descripción
Los orígenes del palacio son inciertos, aunque probablemente existía un primer edificio en época tardorromana, anexo a la basílica paleocristiana de la Santa Cruz —posterior Catedral de Barcelona—, del que se conocen algunos restos datables en el siglo V, sobre el antiguo foro de la ciudad. Algunas de sus estructuras se conservan en el subsuelo del Museo de Historia de Barcelona. Este primer palacio se encontraba frente a la puerta de Sant Iu de la Catedral, donde ahora se sitúa el Museo Frederic Marès, y fue vendido al rey Jaime II en 1316 para ampliar el Palacio Real Mayor.
En 1253 se inició la construcción de un nuevo edificio en la ubicación actual, por iniciativa del obispo Arnau de Gurb. Se edificó junto a las torres de la puerta decumana de la muralla romana, aprovechando parte del paramento de la muralla. Se trabajó en el actual edificio entre los siglos XII y XIII, en estilo románico: tenía una estructura de tres pisos con patio central, del que destacan unas arcadas de medio punto en el lado noroccidental, con unas columnas con capiteles decorados que son uno de los escasos ejemplos que se conservan de la escultura románica civil de la ciudad. Este palacio comprendía la capilla de Santa Lucía (1257) —integrada actualmente en el claustro de la Catedral—, de reducidas dimensiones y planta cuadrada, cubierta por una bóveda apuntada, hecho que señala ya al gótico.
En el siglo XIV, por iniciativa del obispo Guillem de Torrelles, se construyó un segundo piso en el ala de la muralla —obra de Pere Isern—, al tiempo que se abrió una ventana de estilo gótico en el primer piso. En 1355 se cedió parte del huerto del palacio para abrir una nueva plaza frente a las torres romanas, la plaza Nueva.
En 1505 el obispo Pere Garcia impulsó la construcción de dos nuevas alas en las calles Obispo y Montjuic del Obispo, con lo que el patio interior quedó cubierto por sus cuatro costados. Los autores fueron probablemente los maestros de obras Mateu Capdevila y Antoni Carbonell, de los que hay constancia que trabajaron estos años en el palacio.

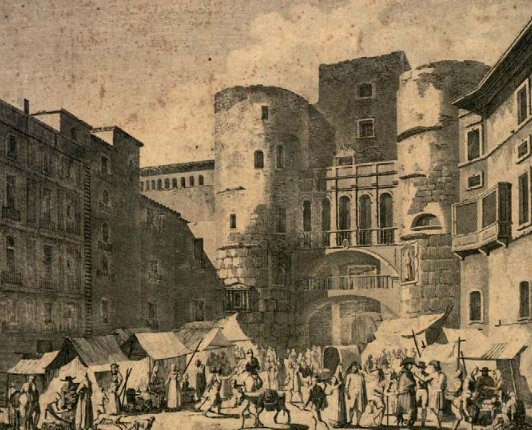
Puente de las torres romanas (1614).

En 1614 se construyó un puente que unía las dos torres de la puerta decumana de la muralla romana, conectando el palacio con la vecina Casa de l'Ardiaca. Estaba formado por dos arcos rebajados, el inferior con una pasarela con balaustrada y el superior con un cuerpo con cinco ventanas balconeras de arco de medio punto enmarcadas por pilastras dóricas; fue derribado en 1823.
Entre 1768 y 1773, por iniciativa del obispo Josep Climent, se reconstruyeron las dos alas edificadas en el siglo XVI, a causa de su deterioro, estando las obras a cargo de Pedro de Lucuze. Al tiempo se realizaron diversas obras más, como una nueva mayordomía, un salón delante de la secretaría, una torre-campanario y una escalera al segundo piso. También probablemente se efectuó en el transcurso de estas reformas una remodelación del patio, con unas ventanas balconeras y esgrafiados en las paredes, que se perdieron en la reforma historicista practicada en 1928.
En 1769 se realizó la fachada de la calle Obispo, estructurada en tres bandas horizontales, de líneas sencillas y sobrias. La puerta principal está enmarcada por una doble pareja de pilastras jónicas que sostienen un arco rebajado, sobre el que se encuentra un friso con el escudo del obispo Climent.

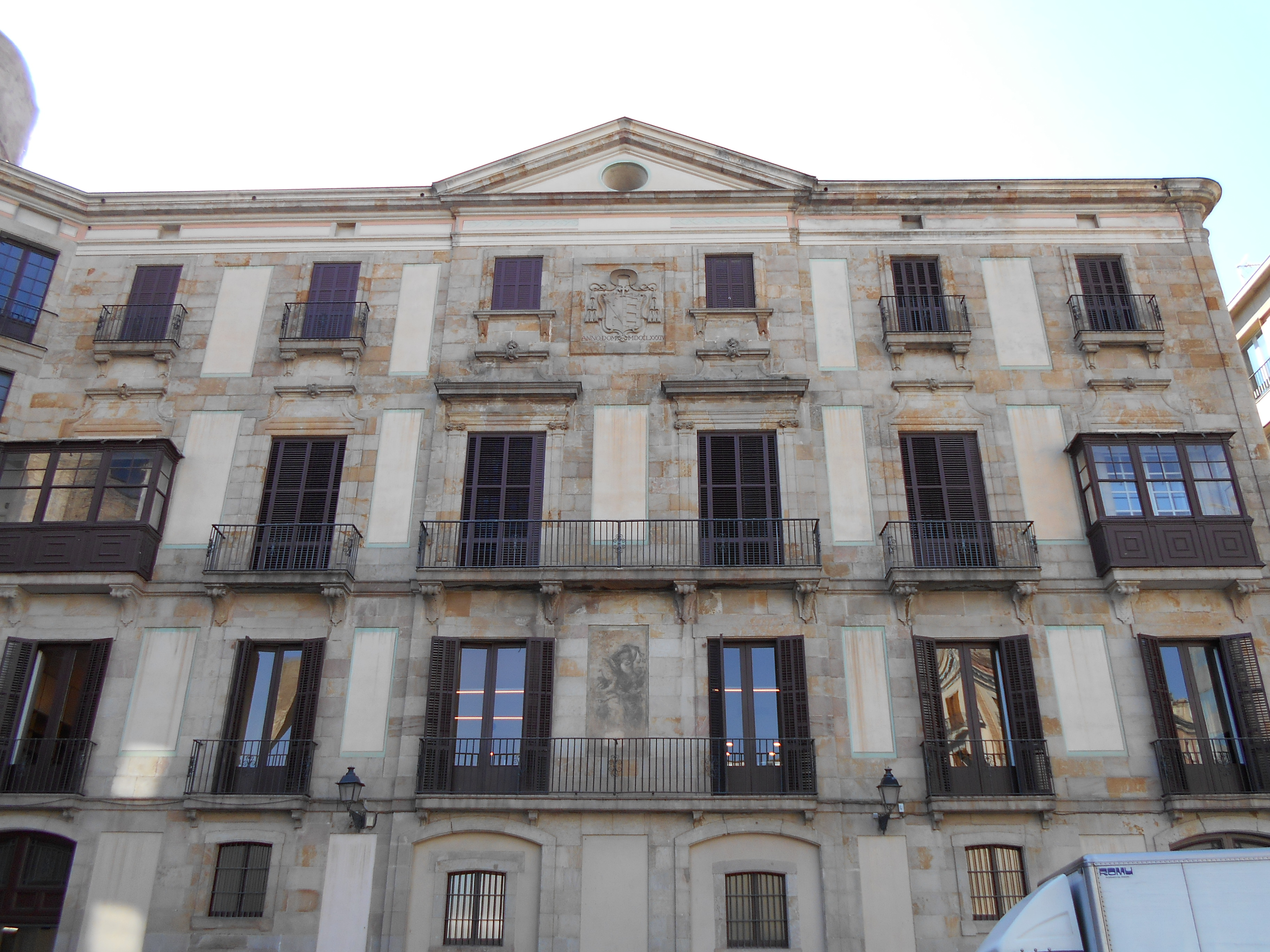
Fachada de la plaza Nueva.

Entre 1782 y 1784 se amplió el palacio con un nuevo edificio con fachada a la plaza Nueva, obra de Josep Mas i Dordal. Tiene una estructura de cuatro plantas, con una fachada de aspecto neoclásico con un cuerpo central rematado en frontón, con un conjunto de ventanas y balcones alineados, algunos enmarcados por molduras y otros rematados por bajorrelieves, y con el escudo del obispo Gabino Valladares. Originalmente la fachada estaba decorada en las entrepilastras con unas pinturas de Francesc Pla el "Vigatà", aunque hoy día solo quedan unos restos en el paramento central de la planta noble. Del interior destaca la Sala del Trono, decorada igualmente con pinturas del Vigatà, alusivas al Antiguo Testamento.
A principios del siglo XIX se realizaron algunas reformas, a cargo de Tomàs Soler i Ferrer. En 1816 se adquirió una casa en la calle de la Palla que fue incorporada a la parte nueva del palacio, obra efectuada igualmente por Soler. También a mediados de siglo se incorporaron diversas casas de la calle Montjuic del Obispo al ala del siglo XVIII. En 1889 se restauró la Torre Bisbal —la tocante al palacio de las dos torres romanas—, a causa de su mal estado de conservación.

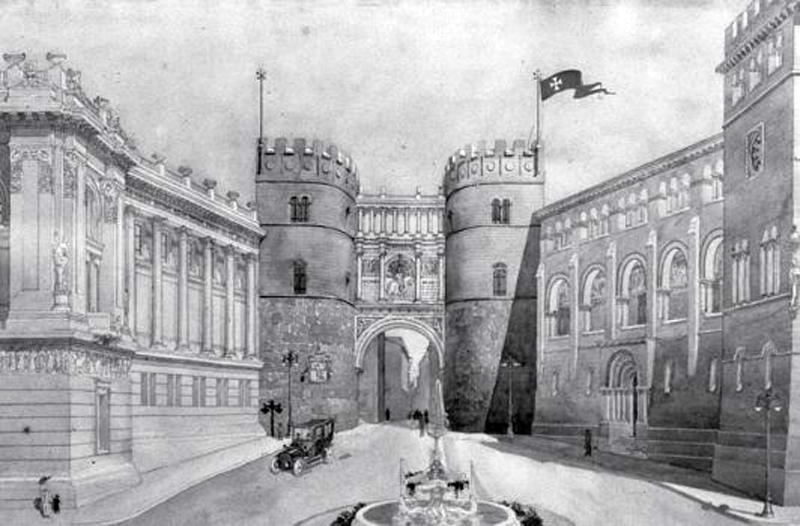
Proyecto de urbanización de la plaza Nueva, de Lluís Domènech i Montaner (1912).

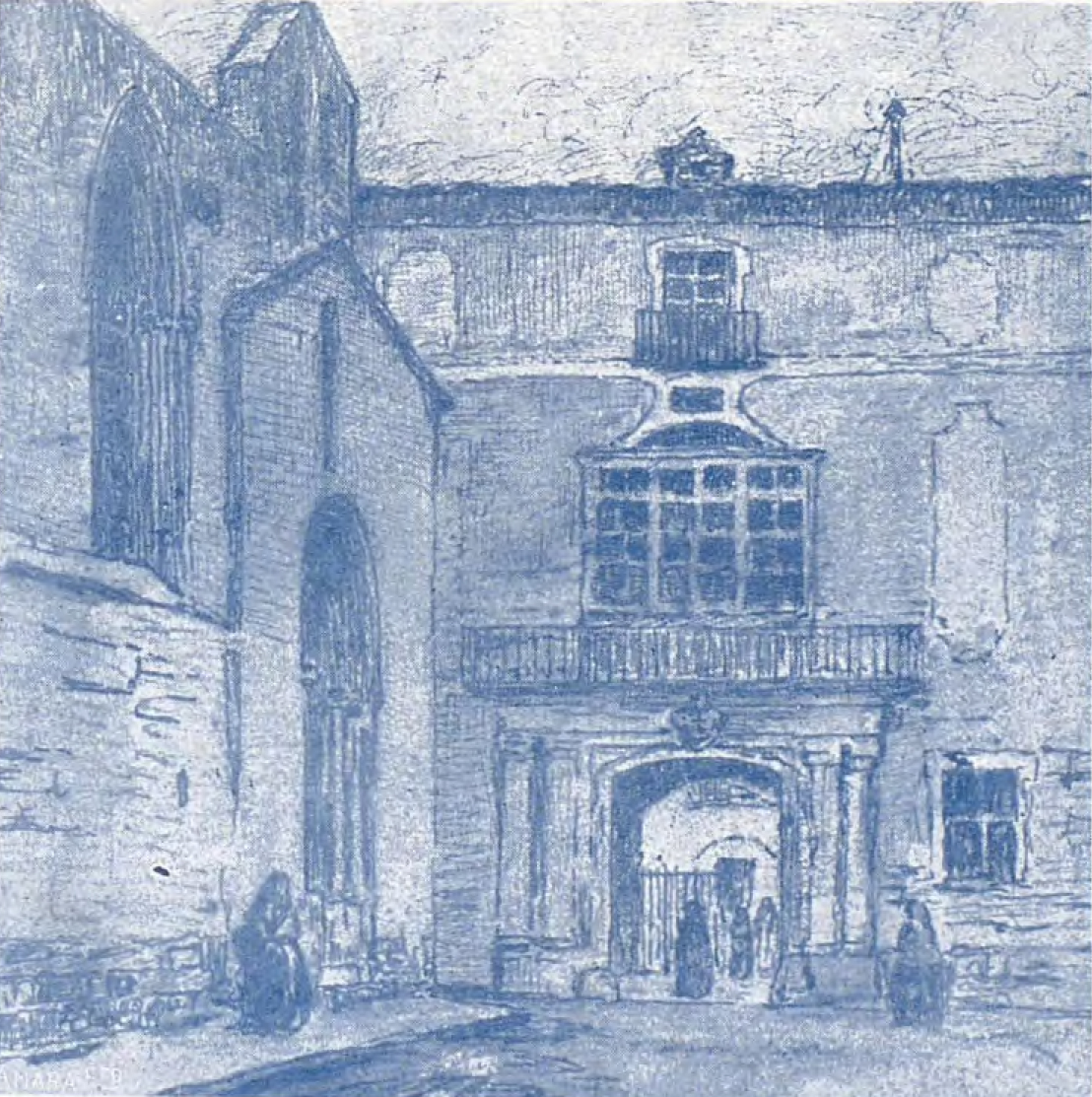
Fachada del palacio a la calle del Obispo, con la capilla de Santa Lucía a la izquierda. Dibujo del chileno Alfredo Lobos (c. 1917).

Entre 1908 y 1913 se realizaron algunas pequeñas intervenciones, como la remodelación de la galería del primer piso, donde se cerró el espacio anteriormente abierto al exterior y se reaprovechó para instalar una capilla. También se remodeló entonces la Sala Cardenal Casañas. En 1912 el arquitecto modernista Lluís Domènech i Montaner elaboró un proyecto no realizado de urbanización de la plaza Nueva, que abría supuesto la reinstauración del puente entre las torres, esta vez en forma de arco triunfal, así como la remodelación de la fachada del siglo XVIII en estilo neorrománico, con una torre cuadrangular en la esquina con la calle de la Palla, mientras que en el otro lado de la plaza situaba un edificio de nuevo cuño de estilo neoclásico.
En 1928 el edificio fue restaurado por el arquitecto diocesano Enric Sagnier, fecha en que se construyó la fachada de la plaza Garriga i Bachs, que destaca por sus esgrafiados, como los de los santos Paciano y Olegario. La reforma de Sagnier no fue muy respetuosa con las construcciones anteriores, que quedaron muy desvirtuadas, especialmente en cuanto al patio, que cambió por completo de fisonomía. Se eliminaron todos los elementos barrocos y neoclásicos, sustituidos por estilos historicistas (neorrománico y neogótico).
En esa fecha se instaló en el patio del palacio una fuente con una columna en cuyo capitel se encuentran cuatro bocas de agua en forma de cabeza de ángel, en el centro de un pequeño parterre rodeado de cuatro farolas; sobre la columna se encuentra una imagen de la Virgen María, titulada Mater Divinae Gratiae, obra original de Josep Maria Camps i Arnau que fue sustituida en 1959 por otra de Tomàs Bel i Sabatés debido a la erosión de la piedra.
En 1943 se instaló en una hornacina de la fachada de la calle Obispo el monumento al obispo Irurita, obra de Vicente Navarro.
En la posguerra se siguieron efectuando diversas reformas encaminadas a modernizar el conjunto del palacio, promovidas por el obispo Gregorio Modrego y ejecutadas por su sobrino, Jerónimo Jiménez Modrego. En 1951 el arquitecto diocesano Manuel Puig Janer efectuó pequeñas intervenciones, como nuevos dormitorios en el segundo piso y la reubicación de la cocina. Entre 1956 y 1958 se derribaron las casas anexas a la Casa de l'Ardiaca para la apertura de la avenida de la Catedral, otorgando una nueva perspectiva a la fachada de la plaza Nueva.
Entre 1972 y 1982 se reformó el área del Archivo Diocesano, a cargo de Joan Bassegoda i Nonell. En 1992 el arquitecto Josep Maria Botey restauró las fachadas de la plaza Nueva y de la calle de la Palla. En 1999 se restauró igualmente el Salón del Trono y las pinturas de Francesc Pla el Vigatà.